# سأصرخ وأصيح (أغنية)
«سأصرخ وأصيح» أو «سكريم آند شاوت» (بالإنجليزية: Scream & Shout) هي أغنية للمغني الأمريكي ويل.آي.أم وتشاركه فيها المغنية الأمريكية بريتني سبيرز، أُخذت من ألبوم ويل.آي.أم الثاني بعنوان #ويل_باور. صدرت بواسطة تسجيلات إنترسكوب كالأغنية المنفردة الثانية من الألبوم.
«سكريم آند شاوت» هي أغنية بوب إيقاعية راقصة، وكلماتها تتحدث عن إمضاء وقت ممتع في ليلة ساهرة. تحتوي الأغنية مقطع يقول «بريتني، بيتش» والذي إستٌخدم في أغنية سبيرز «قيمي مور» بعام 2007. استقبلت الأغنية نقداً مختلطاً من النقاد، بعضهم قالوا أنها أغنية راقصة غامضة، وبعضهم إنتقدوا استخدام الأوتوتيون المفرط. أخذت الأغنية نجاحاً عالمياً وتصدرت قوائم ما يفوق ال 24 دولة ووصلت قوائم أفضل 10 أغاني في أستراليا، السويد وكوريا الجنوبية. في الولايات المتحدة، أخذت الأغنية المركز الثالث في قائمة البيلبورد لأفضل 100 أغنية، وأصبحت أول أغنية تأخذ المركز الأول في قائمة البيلبورد لأفضل أغاني إلكترونية راقصة، وفي المملكة المتحدة أصبحت الأغنية هي ثاني أغنية على التوالي لويل.آي.أم تاخذ المركز الأول في القائمة، وسادس أغنية لسبيرز منذ أغنية «إيفري تايم»
الفيديو المرافق للأغنية عرض لأول مرة أثناء عرض حلقة مباشرة من برنامج إكس فاكتور بتاريخ 28 نوفمبر. فكرة الفيديو هي التعددية، أعجب الفيديو النقاد ومدحوا تصويره لأفكار قد تتحقق في المستقبل. نسخة ريمكس للأغنية بمشاركة الرابرز «هيت-بوي، واكا فلوكا فليم، ليل وين وشون كومز» حُملت على قناة ويل.آي.أم على يوتيوب بعد ما تم تسريبها.